# TuS Alemannia 1908 Aue
TuS Alemannia 1908 Aue was een Duitse voetbalclub uit Aue, Saksen.

## Geschiedenis
De club werd opgericht in 1908 en was aangesloten bij de Midden-Duitse voetbalbond. De club speelde vanaf 1912 in de competitie van het Ertsgebergte. Hoewel de club, met één punt achterstand op FC Concordia Schneeberg, tweede werd in de rangschikking werd de club wel tot kampioen uitgeroepen. 
Na de Eerste Wereldoorlog werd de competitie geïntegreerd in de Kreisliga Mittelsachsen en bleef daar als tweede klasse bestaan. In 1923 werd de Kreisliga afgevoerd en werd de competitie terug de hoogste klasse onder de naam Gauliga Erzgebirge. Aue werd vicekampioen achter VfL 1907 Schneeberg. Ook de volgende twee seizoenen eindigde de club in de subtop, maar in 1926/27 volgde een degradatie. De club slaagde er niet meer in te promoveren.
Na de Tweede Wereldoorlog werden alle Duitse voetbalclubs ontbonden. De club werd niet meer heropgericht.